# Timia abstersa
Timia abstersa är en tvåvingeart som först beskrevs av Friedrich Hermann Loew 1873.  Timia abstersa ingår i släktet Timia och familjen fläckflugor. Inga underarter finns listade i Catalogue of Life.